# Malta op het Eurovisiesongfestival 2016

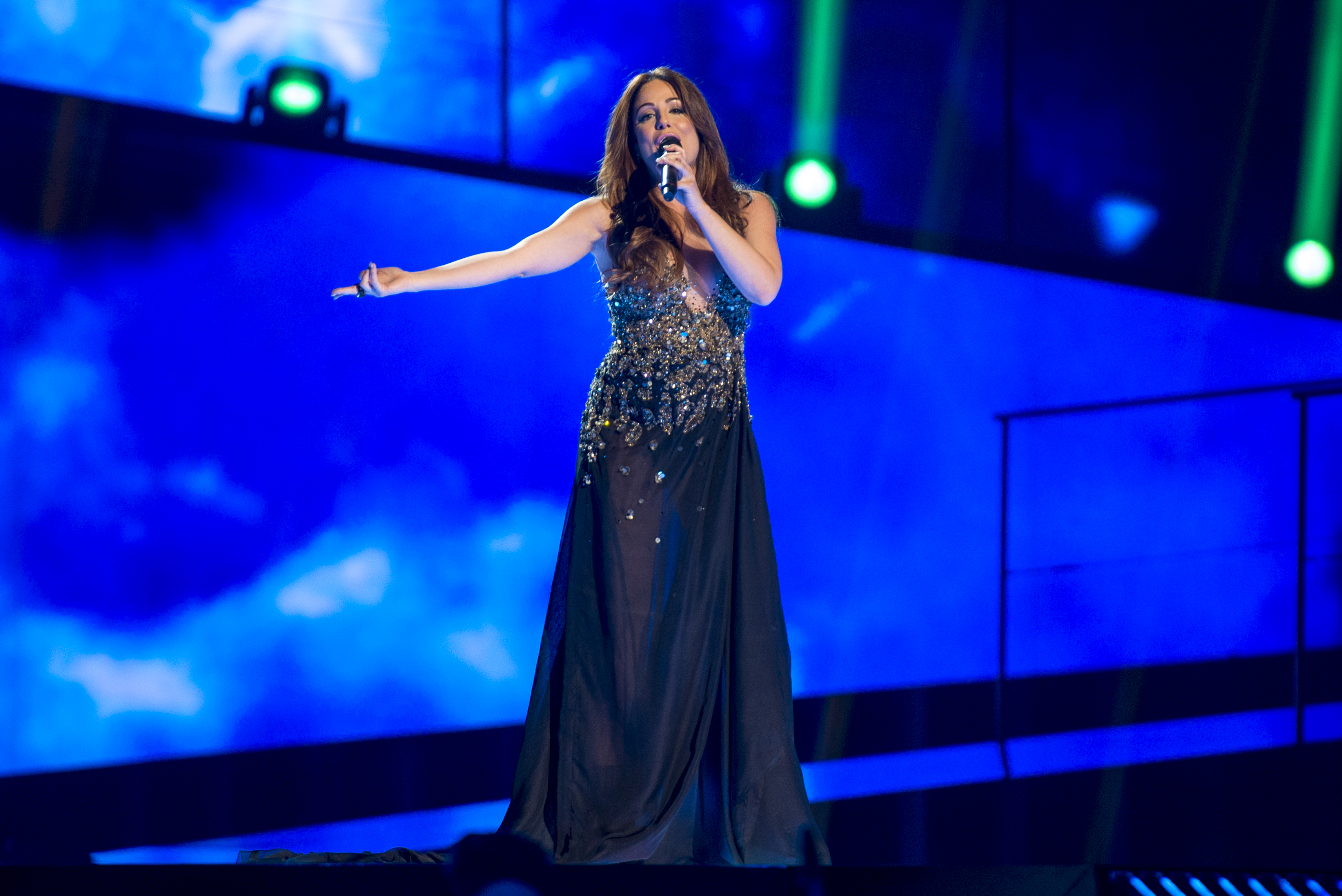
Ira Losco nam voor de tweede keer deel aan het Eurovisiesongfestival

Malta nam deel aan het Eurovisiesongfestival 2016 in Stockholm, Zweden. Het was de 29ste deelname van het land aan het Eurovisiesongfestival. PBS was verantwoordelijk voor de Maltese bijdrage voor de editie van 2016.

## Selectieprocedure
Op 30 september 2015 maakte de Maltese openbare omroep bekend te zullen deelnemen aan de volgende editie van het Eurovisiesongfestival. Er werd aangekondigd dat geïnteresseerden op 29 en 30 oktober hun deelname moesten bevestigen bij PBS. Er werden uiteindelijk 153 inzendingen ontvangen, 19 meer dan het jaar voordien. De nummers mochten geschreven zijn door buitenlanders, maar de artiesten moesten over de Maltese nationaliteit beschikken. De winnaar van de vorige editie, Amber, werd reglementair uitgesloten van deelname. Van de 153 inzendingen werden er 49 geselecteerd voor een live-auditie.
Door de jury werden uiteindelijk 20 nummers geselecteerd voor de nationale preselectie. Zij moesten allen aantreden tijdens de halve finale op 22 januari 2016. Veertien van hen gingen door naar de finale, die een dag later op het programma stond. De punten werden verdeeld door een vakjury en de televoters. De vakjury bestond uit vijf personen, die elk tussen de 1 en 12 punten mochten uitreiken. Deze vijf juryleden werden aangevuld met de televoters, die samen het stemgewicht van één jurylid hadden. Uiteindelijk kreeg Ira Losco de meeste punten en mocht zij Malta voor een tweede keer vertegenwoordigen op het Eurovisiesongfestival.
Hoewel Ira Losco de nationale finale won met het nummer Chameleon, liet ze na afloop van de finale verstaan ervoor open te staan om met een ander nummer naar Stockholm te trekken. De reglementen lieten dit ook toe. Op 19 februari 2016 liet de Maltese openbare omroep weten een tienkoppige jury te hebben samengesteld met experts uit Malta en andere Europese landen die samen het nummer mochten selecteren. Op 17 maart 2016 werd de Maltese bijdrage vrijgegeven, die als titel Walk on water kreeg.

## Malta Eurovision Song Contest2016

### Halve finale
22 januari 2016
| Volgorde | Artiest        | Lied                  |
| -------- | -------------- | --------------------- |
| 1        | Ira Losco      | Chameleon             |
| 2        | Corazon        | Falling glass         |
| 3        | Stefan Galea   | Light up my life      |
| 4        | Domenique      | Empty hearted         |
| 5        | Dario          | I love you            |
| 6        | Daniel Testa   | Under the sun         |
| 7        | Jessika Muscat | The flame             |
| 8        | Jasmine        | Alive                 |
| 9        | Raquel         | Flashing lights       |
| 10       | Brooke         | Golden                |
| 11       | Kim            | Lighthouse            |
| 12       | Sarah Crystal  | Right here with you   |
| 13       | Danica         | Frontline             |
| 14       | Christabelle   | Kingdom               |
| 15       | Franklin       | Little love           |
| 16       | Dominic        | Fire burn             |
| 17       | Ira Losco      | That's why I love you |
| 18       | Lawrence Gray  | You're beautiful      |
| 19       | Maxine         | Young love            |
| 20       | Deborah C      | All around the world  |

### Finale
23 januari 2016
| Plaats | Artiest        | Lied                 | Jury | Publiek | Totaal |
| ------ | -------------- | -------------------- | ---- | ------- | ------ |
| 1      | Ira Losco      | Chameleon            | 56   | 12      | 68     |
| 2      | Brooke         | Golden               | 48   | 10      | 58     |
| 3      | Franklin       | Little love          | 36   | 8       | 44     |
| 4      | Christabelle   | Kingdom              | 30   | 8       | 38     |
| 5      | Maxine         | Young love           | 29   | 7       | 36     |
| 6      | Jasmine        | Alive                | 23   | 3       | 26     |
| 7      | Jessika Muscat | The flame            | 15   | 4       | 19     |
| 8      | Corazon        | Falling glass        | 10   | 5       | 15     |
| 9      | Raquel         | Flashing lights      | 11   | 1       | 12     |
| 10     | Kim            | Lighthouse           | 10   | 0       | 10     |
| 11     | Deborah C      | All around the world | 8    | 0       | 8      |
| 12     | Lawrence Gray  | You're beautiful     | 5    | 2       | 7      |
| 13     | Dominic        | Fire burn            | 5    | 0       | 5      |
| 14     | Daniel Testa   | Under the sun        | 2    | 0       | 2      |

## In Stockholm
Malta trad in Stockholm in de eerste halve finale op dinsdag 10 mei 2016 aan. Ira Losco sloot de show van achttien acts af, net na Dalal & Deen feat. Ana Rucner & Jala uit Bosnië en Herzegovina. Malta wist zich te plaatsen voor de finale op zaterdag 14 mei.
In de finale trad Malta als tweeëntwintigste van de 26 acts aan en haalde er de 12de plaats.